# 1014
| Calendário gregoriano                                                        | 1014 MXIV                                             |
| Ab urbe condita                                                              | 1767                                                  |
| Calendário arménio                                                           | 463 – 464                                             |
| Calendário bahá'í                                                            | -830 – -829                                           |
| Calendário budista                                                           | 1558                                                  |
| Calendário chinês                                                            | 3710 – 3711 Início a 3 de fevereiro (aproximadamente) |
| Calendário copta                                                             | 730 – 731                                             |
| Calendário etíope                                                            | 1006 – 1007                                           |
| Calendários hindus - Vikram Samvat - Calendário nacional indiano - Cáli Iuga | 1069 – 1070 935 – 936 4114 – 4115                     |
| Calendário Holoceno                                                          | 11014                                                 |
| Calendário islâmico                                                          | 404 – 405                                             |
| Calendário judaico                                                           | 4774 – 4775                                           |
| Calendário persa                                                             | 392 – 393                                             |
| Calendário rúnico                                                            | 1264                                                  |
| Calendário solar tailandês                                                   | 1557                                                  |

1014 (MXIV, na numeração romana) foi um ano comum do século XI do Calendário Juliano, da Era de Cristo, a sua letra dominical foi C (52 semanas), teve início a uma sexta-feira e terminou também a uma sexta-feira.
No território que viria a ser o reino de Portugal estava em vigor a Era de César que já contava 1052 anos.
| Ano completo                       |
| ---------------------------------- |
| Ano comum com início à sexta-feira |

## Eventos
- Depois da morte de Sueno I da Dinamarca, Etelredo II recupera a coroa de Inglaterra.

## Nascimentos
- Bernardo II de Bigorre m. 1077, foi conde de Bigorre.

## Mortes
- 3 de Fevereiro - Rei Sueno I da Dinamarca e de Inglaterra.